# Gârla Morilor
Râul Gârla Morilor este un curs de apă, afluent al râului Siret

## Hărți
- Ovidiu Gabor - Economic Mechanism in Water Management  Arhivat în 5 martie 2009, la Wayback Machine.